# Effi Briest (1970)
Effi Briest ist ein Fernsehfilm von Wolfgang Luderer aus dem Jahr 1970 nach dem gleichnamigen Roman von Theodor Fontane. Er wurde von der DEFA für den Deutschen Fernsehfunk produziert.

## Handlung
Die 17-jährige Effi Briest, die sich mit ihren Freundinnen im Garten vergnügt, wird von ihrer Mutter ins Haus geholt, denn der Baron Geert von Innstetten ist eingetroffen. Noch im Hausflur offenbart die Mutter ihrer Tochter, dass der Baron soeben um die Hand von Effi angehalten hat. Auf die Frage einer Freundin, ob er der Richtige sei, antwortet Effi, dass jeder der Richtige ist, wenn er von Adel ist, eine Stellung hat und gut aussieht. Schnell wird Hochzeit gefeiert, und Effi zieht anschließend nach Kessin in Vorpommern zu Geert, der dort als Landrat beschäftigt ist. Doch unmittelbar nach ihrer Ankunft und der Vorstellung des Personals bekommt sie einen Schrecken, als sie das Haus betritt. Von der Decke der Eingangshalle hängen je ein ausgestopftes Krokodil und ein Haifisch herab. Andere exotische Figuren stehen herum, die noch vom Vorbesitzer des Hauses, dem sogenannten Chinafahrer Kapitän Thomsen, stammen, der nach dem Verkauf seines Schiffes hier mit seinem chinesischen Diener lebte. Bei einer ersten Tasse Tee im neuen Heim erklärt ihr Geert, dass in Kessin gesellschaftlich nicht viel los ist, denn an Honoratioren gibt es unter den knapp 3000 Einwohnern nur den Prediger, einen Amtsrichter, den Rektor und den Lotsenkommandeur. Zum Schluss bleiben nur der Apotheker Gießhübler und eine Handvoll Adliger in der Umgebung, mit denen man sich treffen kann.
Am nächsten Morgen schläft Effi etwas länger, während Geert bereits im Landratsamt arbeitet. Die Haushälterin Johanna sagt ihr aber, dass ihr Mann zum ersten Frühstück im neuen Heim nach Hause kommen will. Sie erklärt Effi auch, welche Geräusche sie in der Nacht beunruhigt haben. Sie kamen aus einem Saal, der sich über ihrem Zimmer befindet, in dem die Gardinen bei offenen Fenstern über den Boden schleifen. Natürlich muss Effi einen Blick in den als Abstellkammer benutzten Raum werfen und erschrickt über ein dort angebrachtes Bild eines Chinesen. Während des gemeinsamen Frühstücks verspricht Geert ihr, dass er die Geräusche verursachenden Gardinen kürzen lassen wird. Punkt 11 Uhr trifft der Apotheker Gießhübler ein, um seinen Antrittsbesuch bei der jungen Baronin zu absolvieren. Diese nutzt die Gelegenheit zu fragen, ob man in Kessin auch tanzen gehen kann, und bekommt von Gießhübler die Antwort, dass es jährlich den Silvesterball und die üblichen Fastnachtsfeierlichkeiten gibt. Nach der Verabschiedung des Apothekers setzt sich Effi in der Eingangshalle auf eine Bank, erschrickt erneut wegen der furchterregenden Figuren, schließt die Augen und träumt vom Spiel mit ihren Freundinnen in ihrem Elternhaus. Erst die Heimkehr Geerts holt sie wieder in die Gegenwart zurück. Er überrascht sie mit einem Antrittsbesuch am Nachmittag bei den Grasenabbs, warnt aber auch, dass sie nicht zu viel erwarten soll, denn solche Pflichtvisiten haben auch ihre anstrengenden Seiten. Effi langweilt sich bei diesem und den noch in den kommenden Wochen folgenden Besuchen bei den anderen Adligen, da es immer die gleichen Gespräche sind und die Männer sich dann häufig zu einer Herrenrunde zurückziehen.
Eines Abends erklärt Geert seiner Frau, dass sie jetzt öfter allein sein wird, denn seine Arbeit häuft sich, auch weil sich Fürst Bismarck in der Nähe befindet, der ihn schon länger kennt. Doch Effi fürchtet sich allein in dem Haus und bittet Geert, in ein anderes Haus zu ziehen, was er grundsätzlich ablehnt. Aber etwas Ablenkung kommt in das tägliche Allerlei, da sie die Einladung zu einer musikalischen Soirée von Gießhübler erhalten hat. Hier lernt sie den Ehrengast, die Sängerin Marietta Tripelli aus Paris, kennen, die sich auf der Durchreise nach Sankt Petersburg befindet. Aber es gibt noch einen zweiten Ehrengast, einen alten Bekannten Baron von Innstettens, Major von Crampas mit seiner Ehefrau, den es dienstlich nach Kessin verschlagen hat. Auf dem Heimweg beantwortet Effi Geerts Frage, wie sie ihn findet, mit dem Ausdruck Damenmann, was er umgehend bestätigt.
Während eines Spaziergangs mit dem Haushund Rollo über den Friedhof trifft Effi auf die junge Frau Roswitha, die der Beerdigung ihrer bisherigen Herrschaft beiwohnt. Da diese jetzt ohne Arbeit dasteht, stellt die schwangere Effi sie als Kindermädchen für ihr zu erwartendes Baby ein. Nach der Geburt eines Mädchens, welches sie Annie nennen, fährt Effi für mehrere Wochen, gemeinsam mit Roswitha, zu ihren Eltern. Vater Briest wundert sich nur, dass Innstetten sie so lange allein lässt und sie nicht einmal besucht. Nach ihrer Rückkehr nach Kessin kommt eines Tages Major von Crampas während des Frühstücks zu Besuch und sie beschließen, aus dem Gespräch heraus, gemeinsam auszureiten. Das noch benötigte Pferd für Effi will Crampas besorgen. Der erste Ausritt bereitet Effi so viel Freude, dass noch mehrere folgen sollen, die von Innstettens Kutscher begleitet werden, da der Baron andere dienstliche Verpflichtungen zu erfüllen hat.
An einem Nachmittag bringt Gießhübler mehrere Schriften mit Informationen aus aller Welt für die Frau Baronin ins Haus, damit sie wenigsten aus den Zeitungen etwas Neues erfährt, wenn schon in Kessin nichts los ist. Hier unterbreitet er eine Idee Crampas, der noch in der Vorweihnachtszeit ein Theaterstück aufführen will. Baron Innstetten findet diesen Vorschlag kapital, auch dass seine Frau die Hauptrolle übernehmen soll. Die Aufführung wird ein großer Erfolg und Geert findet Effi darin entzückend, wie er ihr vor der anschließenden Premierenfeier bestätigt. Bereits eine Woche später befinden sich die Honoratioren der Stadt mit ihren Pferdeschlitten auf dem Rückweg von einem Fest in der Oberförsterei. Plötzlich kommt die Gesellschaft nicht mehr weiter, da der Schlitten mit Effi in einem Wasserloch eingebrochen ist, während Geert in dem Schlitten davor noch ohne Probleme durchkam. Die Insassen der übrigen Schlitten beschließen, sich einen anderen Weg zu suchen. Die weibliche Begleiterin Effis wechselt in einen Schlitten, der nach ihrer Meinung sicherer ist, während sich der Major zu Effi gesellt. Da sie nun von den anderen Gefährten nicht mehr gesehen werden können, wagt es Crampas, sie intensiv auf den Mund zu küssen. Am nächsten Morgen liegt Effi krank zu Bett und der herbeigerufene Doktor verschreibt ihr viel frische Luft am Wasser. Bei der Rückkehr von einem dieser Spaziergänge an der Ostsee übergibt ihr Roswitha einen Brief von Major Crampas, den sie liest, zerknüllt und ihn dann wieder glättet, um ihn weiterzulesen und in einem ihrer kleinen Schränkchen aufzubewahren.
Der Landrat fährt dienstlich für acht Tage nach Berlin und lässt Effi nachdenklich allein in Kessin zurück. Von nun an geht Crampas gemeinsam mit ihr Hand in Hand durch die Dünen und am Strand spazieren. Bei seiner Rückkehr überrascht Geert seine Frau mit der Nachricht, dass sie nach Berlin ziehen werden, da er dort einen Posten als Ministerialrat angeboten bekommen hat, worüber sie sehr glücklich ist. Vor ihrer Abreise verabschiedet sie sich besonders herzlich vom Apotheker Gießhübler, der ihr in Kessin der beste Freund war. Von dem ebenfalls erschienenen Major von Crampas verabschiedet sie sich nicht. Ihr neues Leben in Berlin beginnt, wo sie das langweilige Kessin und ihr Verhältnis mit dem Major schnell vergisst. Nach bereits vier Jahren in Berlin, während eines Empfangs beim Dienstherrn ihres Mannes, eröffnet ihr die Frau des Ministers, noch unter dem Siegel der Verschwiegenheit, dass die Kaiserin sie anlässlich der Gründung der Sophie-Charlotte-Stiftung in die Schar der Ehrendamen einreihen will.
Effi lebt inzwischen bereits sechs Jahre mit ihrem Mann in Berlin und befindet sich gerade auf einer Kurreise, als sich Annie am Kopf verletzt und das Personal dringend in der Wohnung einen Verband sucht. Dabei öffnen sie auch das kleine Schränkchen, in dem Effi immer noch die alten Briefe des Majors aufbewahrt. Innstetten sieht das noch offene Möbel, will es ordnungsgemäß wieder schließen und entdeckt dabei zufällig die Briefe. Natürlich erkennt er den Absender und liest sie, um anschließend mit seinem Freund Wüllersdorf darüber zu sprechen. Ihm erklärt er, dass er zwar seine Frau noch liebt, aber, da er jetzt in ihm einen Mitwisser hat, seine Konsequenzen ziehen muss. Obwohl ihm Wüllersdorf versichert, die Angelegenheit für sich zu behalten, fordert Innstetten, von überholten Ehrbegriffen geleitet, seinen ehemaligen Nebenbuhler zum Duell heraus und trifft ihn dabei tödlich. Effi erfährt während der Kur von dem Geschehen und auch, dass sich Innstetten von ihr scheiden lassen will. Selbst ihre Eltern verbieten ihr jetzt den Zutritt zu ihrem Haus, obwohl Vater Briest mit dieser Entscheidung nicht ganz einverstanden ist. Effi bleibt nichts anderes übrig, als sich in Berlin eine kleine Wohnung zu mieten, in der sie mit Roswitha als Haushälterin gemeinsam lebt, natürlich ohne ihre Tochter. Nachdem sie diese zwei Jahre nicht gesehen hat, geht sie zu ihrer Gönnerin, der Frau des Ministers, und bittet sie, ihr zu einem Wiedersehen mit Annie zu verhelfen. Obwohl es schwierig ist, gelingt es der Frau des Ministers, ein Treffen zu arrangieren, das für Effi sehr enttäuschend verläuft, da Annie ihr inzwischen völlig entfremdet ist, woran ihr Vater einen erheblichen Anteil hat. Unmittelbar nach diesem Treffen bricht Effi zusammen und der Hausarzt empfiehlt ihren Eltern, sie wieder bei sich aufzunehmen, was durch das energische Auftreten Vater Briests gegenüber seiner Frau auch geschieht. Nach einer kurzen schönen Zeit im Haus ihrer Eltern verstirbt Effi im Alter von gerade 30 Jahren.

## Produktion
Das Szenarium schrieb Christian Collin und für die Dramaturgie war Albrecht Börner verantwortlich.
Die Erstausstrahlung des auf ORWO-Color in den DEFA-Filmstudios hergestellten Films erfolgte am 7. März 1970 im 2. Programm des Deutschen Fernsehfunks. Bis 1991 folgten sieben Wiederholungen. Ab 31. Juli 1970 erfolgten auch Aufführungen in den Kinos der DDR. Ab 3. Januar 1971 wurde der Film, allerdings in einer 10 Minuten kürzeren Fassung, auch in der Bundesrepublik gezeigt.

## Kritik
,In der Neuen Zeit schrieb Mimosa Künzel:

„Fontanes Effi Briest nach einem romangetreuen Szenarium von Christian Collin. Wie hier Effis Lebenslust und sprühender Geist in hilfloser Resignation erlöschen, wie hier in borniert bürgerlich-preußischem Milieu dieses blühende Leben erstickt, ohne daß nur irgend jemand gegen lächerliche Konvention sich auflehnt — das ist bewegend und aufwühlend gezeigt.“

Das Lexikon des internationalen Films bezeichnete Effi Briest als einen Film, der, obwohl er in seiner Wirkung durch den Mangel an Atmosphäre abgeschwächt wirkt, den Sinngehalt des Romans angemessen interpretiert.